# Montereau
Montereau é uma comuna francesa na região administrativa do Centro, no departamento Loiret. Estende-se por uma área de 50,3 km². Em 2010 a comuna tinha 632 habitantes (densidade: 12,6 hab./km²).